# Войнич (Хорватія)
45°19′ пн. ш. 15°41′ сх. д. / 45.32° пн. ш. 15.69° сх. д.
Войнич (хорв. Vojnić) – громада і населений пункт у Карловацькій жупанії Хорватії.

## Населення
Населення громади за даними перепису 2011 року становило 4 764 осіб. Населення самого поселення становило 1 221 осіб.
Динаміка чисельності населення громади:
Динаміка чисельності населення центру громади:

## Населені пункти
Крім поселення Войнич, до громади також входять:
- Брдо-Утинсько
- Буковиця-Утинська
- Доня Брусовача
- Дуняк
- Джапероваць
- Гачеша Село
- Гейковаць
- Горня Брусовача
- Ягроваць
- Йохово
- Юрга
- Карталіє
- Кестеноваць
- Клокоч
- Клупиця
- Ключар
- Кнежевич-Коса
- Кокирево
- Коларич
- Кривая Войницька
- Крстиня
- Куплєнсько
- Кусая
- Липоваць-Крстинський
- Лисине
- Лоскуня
- Малешевич-Село
- Мандич-Село
- Меджеджак-Утинський
- Михольсько
- Мрацель
- Мрачай-Крстинський
- Петрова Поляна
- Подседло
- Присєка
- Радмановаць
- Радоня
- Раїч-Брдо
- Селакова Поляна
- Свиниця-Крстинська
- Широка Рієка
- Штакоровиця
- Утиня-Врело
- Воїшниця
- Живкович-Коса